# Осбю
Осбю (на шведски: Osby) е град в южна Швеция, лен Сконе. Главен административен център на едноименната община Осбю. Намира се на около 400 km на югозапад от столицата Стокхолм и на 110 km на североизток от Малмьо. Първите сведения за града датират от 1862 г. Получава статут на търговски град (на шведски шьопинг) през 1937 г. Има жп гара. Населението на града е 7157 жители според данни от преброяването през 2010 г.